# Oceanografia fizyczna
Oceanografia fizyczna – nauka zajmująca się badaniem fizycznych właściwości i procesów zachodzących w wodach morskich.